# Madre (el drama padre)
Madre (el drama padre) es una obra de teatro en dos actos escrita por Enrique Jardiel Poncela y estrenada en el Teatro de la Comedia de Madrid el 12 de diciembre de 1941.

## Argumento
Unas cuatrillizas contraen matrimonio con unos cuatrillizos cuando de repente todo se enreda al circular la noticia de que, al parecer, los ocho son hermanos. El drama se cierne sobre los recién casados, aunque irán apareciendo nuevos personajes y nueva información que pondrá en duda las distintas paternidades y los parentescos entre unos y otros.

## Representaciones destacadas
- Teatro (Estreno, 1941). Intérpretes: Guadalupe Muñoz Sampedro, Antonia Plana, Manuel Gómez, José Orjas, Carlos Lemos, Fernando Fernán Gómez, Elvira Noriega.
- Teatro (Teatro Borrás de Barcelona, 1945). Intérpretes: Guadalupe Muñoz Sampedro, Luchy Soto, Consuelo Company, Manolo Gómez Bur, Miguel Gómez, Martínez Ferrer, Fidel Díez.
- Televisión (TVE, 1976, en El Teatro). Intérpretes: Amparo Soto, Valeriano Andrés, Víctor Valverde, María Kosty, Félix Navarro, Fedra Lorente, Enric Arredondo, Yolanda Ríos, Alberto Fernández, Alfonso Gallardo, Carmen Maura, Antonio Durán, Ramón Corroto, Raquel Rodrigo, Manuel Torremocha, Mercedes Lezcano, Joaquín Pamplona, Carmen Utrilla, Lourdes Guerra y Rosalía Abollo.
- Teatro (2001). Intérpretes: Blanca Portillo, Gonzalo de Castro, Juanjo Cucalón, Goizalde Núñez, Ruth García, Paco León, Francesca Piñón.